# Falooda

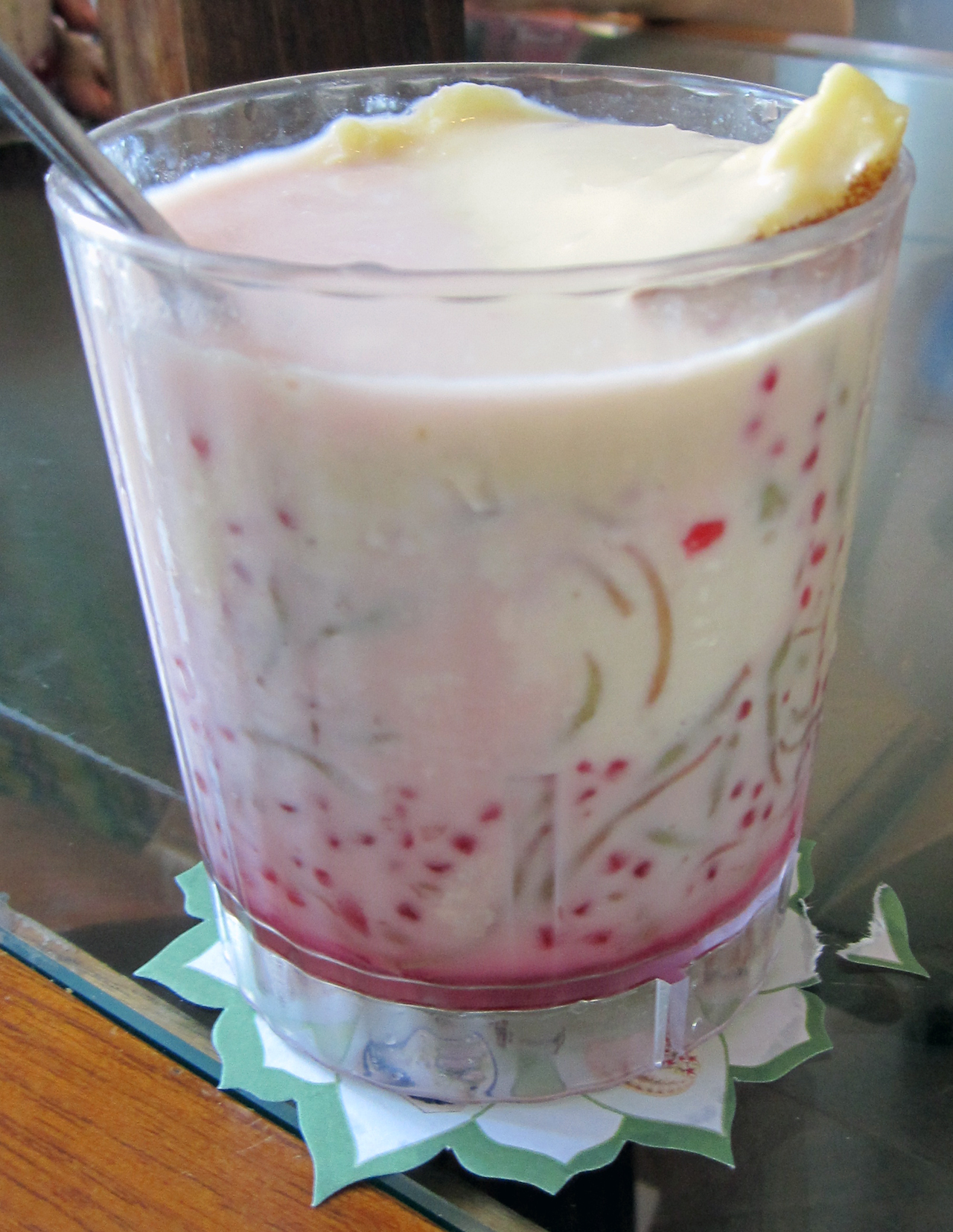
Falooda de Mianmar

Falooda (também Faluda, Faloodah), é uma sobremesa fria popular no subcontinente Indiano. Tradicionalmente, é feita da mistura de xarope de rosa, massa vermicelli, sementes de manjericão-de-folha-larga (sabza/takmaria) e pedaços de gelatina com leite, muitas vezes acompanhada por uma bola de sorvete. O vermicelli utilizado para preparação de falooda é feita com base de trigo, araruta, fécula de milho, ou sagu.

## História
A origem de falooda se dá na Pérsia, onde uma sobremesa semelhante chamada faloodeh era popular, feita com base nos mesmos "macarrões" finos que eram mergulhados em uma mistura semi-congelada de xarope de rosas com açúcar, similar a um sorbet. Essa sobremesa chegou na Índia levada pelos comerciantes muçulmanos e dinastias, que se assentaram no país entre os séculos XVI e XVIII. A forma atual do falooda foi desenvolvida pelo império Mogol, e disseminada nos locais de suas conquistas. Governantes muçulmanos que sucederam os Mogol foram adaptando a receita da sobremesa, especificamente no estado de Hyderabad.

## Variantes

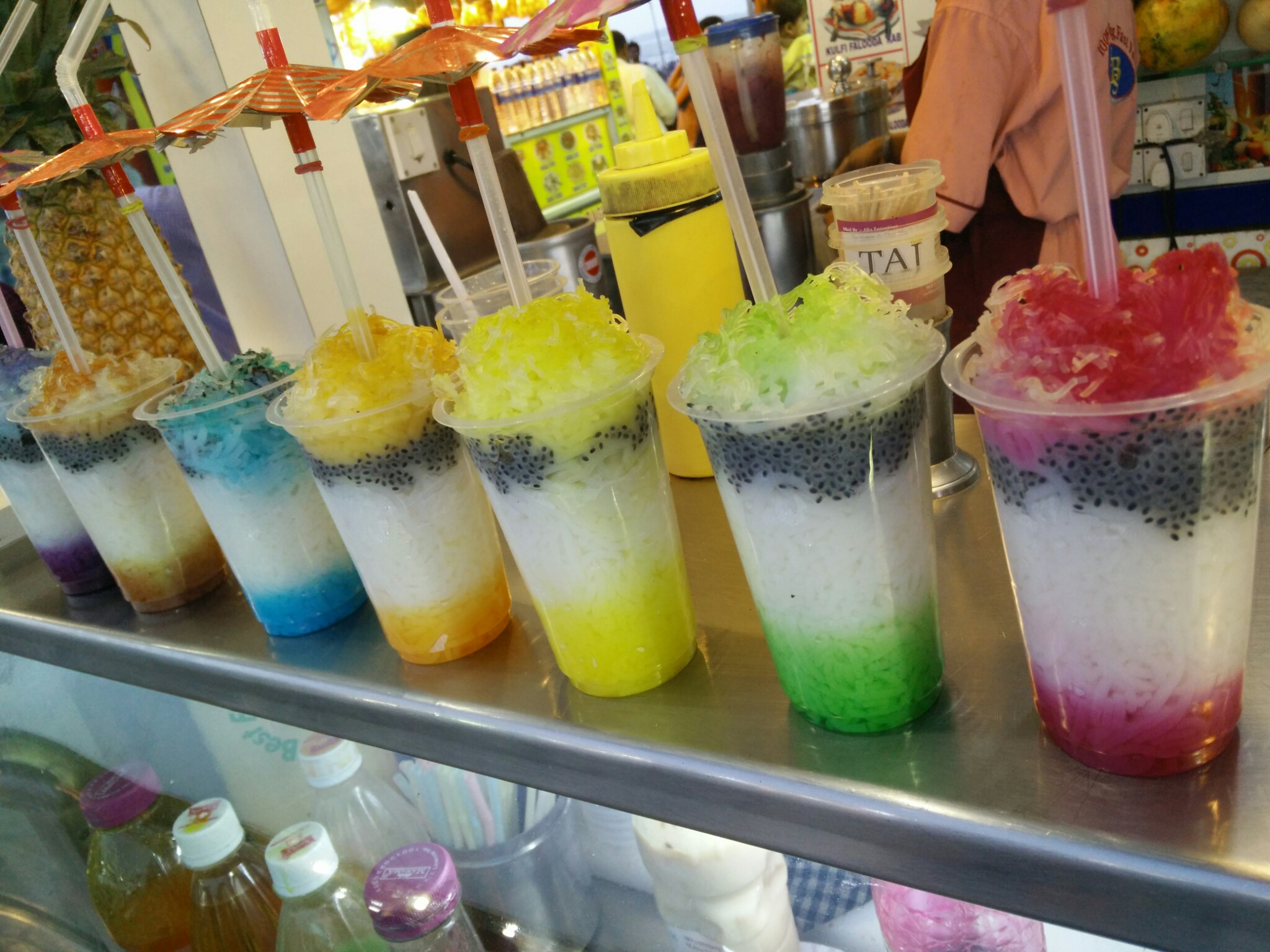
Falooda em uma loja na Praia de Juhu, Bombaim